# Кубок світу з біатлону 2018—2019, естафета, жінки
Змагання заліку жіночих естафет у програмі Кубку світу з біатлону 2018-2019 розпочалися 16 грудня 2018 року на другому етапі в австрійському Гохфільцені  й завершаться на чампіонаті світу, що проходитиме в шведському Естерсунді. Усього в програмі кубка світу заплановано 5 естафет.
За підсумками сезону 2017-2018 свій титул найкращої естафетної команди відстоюватиме збірна Німеччини.

## Формат
В естафеті від кожної команди змагаються чотири біатлоністки, кожна з яких пробігає три кола загальною довжиною 6 км, виконуючи дві стрільби з положення лежачи й стоячи. На кожній стрільбі біатлоністка повинна влучити в п'ять мішеней. Для цього вона має 8 патронів, але спочатку в магазині тільки п'ять, додаткові патрони спортсменка повинна заряджати по одному. За кожну нерозбиту мішень біатлоністка повинна пробігти штрафне коло, довжиною 150 м. Гонка проводиться із загальним стартом. Першу стрільбу першого етапу біатлоністки повинні виконувати на установках, визначених їхнім стартовим номером. Надалі біатлоністки виконують стрільбу з установки, яка відповідає поточному місцю в гонці.

## Призери попереднього сезону
Докладніше: Кубок світу з біатлону 2017–18, естафета, жінки
| Медаль  | Країна    | Очки |
| ------- | --------- | ---- |
| Золото: | Німеччина | 228  |
| Срібло: | Франція   | 200  |
| Бронза: | Італія    | 169  |

## Переможці та призери етапів
| Етап:                      | Золото:                                                                                   | Час                                                       | Срібло:                                                                                          | Час                                                       | Бронза:                                                                  | Час                                                       | Дж.   |
| Гохфільцен                 | Італія Ліза Вітоцці Доротея Вірер Алексія Рунґґальдір Федеріка Санфіліппо                 | 1:10:58.7 (0+1) (0+1) (0+0) (0+2) (0+0) (0+0)             | Швеція Лінн Перссон Мона Брорссон Емма Нільссон Ганна Еберг                                      | 1:15:21.3 (0+0) (0+1) (0+1) (0+2) (0+3) (0+0) (0+0) (0+1) | Франція Анаїс Шевальє Жулья Сімон Селья Емоньє Анаїс Бескон              | 1:11:10.5 (0+2) (0+0) (0+1) (0+1) (0+2) (0+2) (0+1) (0+0) | [ 1 ] |
| Обергоф                    | Росія Євгенія Павлова Маргарита Васильєва Лариса Кукліна Катерина Юрлова-Прехт            | 1:18:46.3 (0+1) (0+3) (0+1) (0+2) (0+0) (0+0) (0+1) (0+2) | Німеччина Каролін Горхлер Франциска Гільдебранд Франциска Пройс Денізе Геррманн                  | 1:19:19.8 (0+2) (0+1) (0+0) (0+0) (0+1) (0+3) (0+0) (2+3) | Чехія Лусіє Харватова Вероніка Віткова Маркета Давідова Ева Пускарчикова | 1:19:23.0 (0+0) (1+3) (0+2) (0+0) (0+0) (0+0) (0+0) (0+1) | [ 2 ] |
| Рупольдінг                 | Франція Жулья Сімон Анаїс Бескон Жустін Бреза Анаїс Шевальє                               | 1:09:27.7 (0+0) (0+0) (0+0) (0+1) (0+1) (0+1) (0+0) (0+1) | Норвегія Сюнневе Сулемдаль Інґрід Ландмарк Тандреволд Тіріль Екгофф Марте Олсбю Ройселанд        | 1:09:39.2 (0+0) (0+0) (0+0) (0+3) (0+1) (0+0) (0+1) (0+2) | Німеччина Ванесса Гінц Лаура Дальмаєр Франциска Пройс Денізе Геррманн    | 1:09:51.1 (0+1) (0+1) (0+1) (0+0) (0+0) (0+2) (0+1) (0+3) | [ 3 ] |
| Кенмор                     | Німеччина Ванесса Гінц Франциска Гільдебранд Денізе Геррманн Лаура Дальмаєр               | 1:10:16.3 (0+1) (0+0) (0+2) (0+1) (0+2) (1+3)             | Норвегія Емілі Огхайм Калькенберг Інґрід Ландмарк Тандреволд Тіріль Екгофф Марте Олсбю Ройселанд | 1:10:46.5 (0+0) (2+3) (0+0) (0+1) (0+0) (0+2)             | Франція Анаїс Шевальє Жустін Бреза Анаїс Бескон Жулья Сімон              | 1:10:57.9 (0+2) (0+1) (0+0) (0+1) (0+1) (0+3) (0+3) (0+1) |       |
| Чемпіонат світу. Естерсунд | Норвегія Сіннове Солемдаль Інгрід-Ланнмарк Тандреволл Тіріл Екгофф Марте Ольсбу-Рейселанн | 1:12:00.1 (0+2) (0+0) (0+0) (0+0) (0+2) (1+3) (0+1) (0+0) | Швеція Лінн Перссон Мона Брорссон Анна Магнуссон Ганна Еберг                                     | 1:12:24.4 (0+0) (0+0) (0+0) (0+1) (0+0) (0+0) (0+2) (0+3) | Україна Анастасія Меркушина Віта Семеренко Юлія Джима Валя Семеренко     | 1:12:35.2 (0+0) (0+0) (0+1) (0+0) (0+0) (0+2) (0+1) (0+1) |       |

## Нарахування очок
| Місце | 1  | 2  | 3  | 4  | 5  | 6  | 7  | 8  | 9  | 10 | 11 | 12 | 13 | 14 | 15 | 16 | 17 | 18 | 19 | 20 | 21 | 22 | 23 | 24 | 25 | 26 | 27 | 28 | 29 | 30 | 31 | 32 | 33 | 34 | 35 | 36 | 37 | 38 | 39 | 40 |
| ----- | -- | -- | -- | -- | -- | -- | -- | -- | -- | -- | -- | -- | -- | -- | -- | -- | -- | -- | -- | -- | -- | -- | -- | -- | -- | -- | -- | -- | -- | -- | -- | -- | -- | -- | -- | -- | -- | -- | -- | -- |
| Очки  | 60 | 54 | 48 | 43 | 40 | 38 | 36 | 34 | 32 | 31 | 30 | 29 | 28 | 27 | 26 | 25 | 24 | 23 | 22 | 21 | 20 | 19 | 18 | 17 | 16 | 15 | 14 | 13 | 12 | 11 | 10 | 9  | 8  | 7  | 6  | 5  | 4  | 3  | 2  | 1  |

## Таблиця
| #  | Команда        | ГОХ | ОБЕ | РУП | КЕН | ЧС | Разом |
| -- | -------------- | --- | --- | --- | --- | -- | ----- |
|    | Норвегія       | 38  | 43  | 54  | 54  | 60 | 249   |
| 2  | Німеччина      | 36  | 54  | 48  | 60  | 43 | 241   |
| 3  | Франція        | 48  | 40  | 60  | 48  | 34 | 230   |
| 4  | Швеція         | 54  | 36  | 43  | 28  | 54 | 215   |
| 5  | Росія          | 43  | 60  | 40  | 31  | 40 | 214   |
| 6  | Італія         | 60  | 26  | 30  | 43  | 31 | 190   |
| 7  | Чехія          | 32  | 48  | 32  | 36  | 26 | 174   |
| 8  | Україна        | 34  | 34  | 26  | 27  | 48 | 169   |
| 9  | Білорусь       | 40  | 32  | 34  | 25  | 30 | 161   |
| 10 | Швейцарія      | 29  | 31  | 31  | 40  | 28 | 159   |
| 11 | США            | 28  | 29  | 25  | 34  | 32 | 148   |
| 12 | Словаччина     | 27  | 38  | 38  |     | 38 | 141   |
| 13 | Естонія        | 26  | 24  | 27  | 32  | 29 | 138   |
| 14 | Канада         | 25  | 28  | 29  | 23  | 27 | 132   |
| 15 | Австрія        | 31  |     | 36  | 38  | 25 | 130   |
| 16 | Польща         | 30  | 30  | 28  |     | 36 | 124   |
| 17 | КНР            | 22  | 25  | 23  | 29  | 24 | 123   |
| 18 | Болгарія       | 21  | 27  | 20  | 30  | 21 | 119   |
| 19 | Японія         | 23  | 20  | 22  | 26  | 22 | 113   |
| 20 | Південна Корея | 20  | 23  | 19  | 24  | 20 | 106   |
| 21 | Фінляндія      | 24  | 21  | 24  |     | 19 | 88    |
| 22 | Словенія       |     | 22  | 21  |     | 18 | 61    |
| 23 | Казахстан      |     |     |     |     | 23 | 23    |
| 24 | Литва          | 19  |     |     |     |    | 19    |